# Route de Fronton
La route de Fronton (en occitan, rota de Frontonh) est une voie publique d'Aucamville, commune de la métropole de Toulouse, dans le Midi de la France.

## Situation et accès

### Description
La route de Fronton correspond à une partie de la route départementale 4, qui va du lieu-dit de Peyrouliès, à Fronton, jusqu'à Toulouse et, de là, à Saint-Sulpice-sur-Lèze. Elle est prolongée au nord, dans le département de Tarn-et-Garonne, par la route départementale 13, qui aboutit à Labastide-Saint-Pierre. En 2017, la partie de la route départementale 4 qui se trouve sur le territoire de Toulouse Métropole lui est concédée comme route métropolitaine 4.

### Voies rencontrées
La route de Fronton rencontre les voies suivantes, dans l'ordre des numéros croissants (« g » indique que la rue se situe à gauche, « d » à droite) :
1. Avenue de Fronton - Toulouse
2. Impasse des Horticulteurs (g)
3. Rue Fortuné-Gasparotto - Toulouse (d)
4. Impasse Honoré-Daumier - Toulouse (d)
5. Avenue Salvador-Allende (g)
6. Boulevard Henri-Gaussen - Toulouse (d)
7. Chemin de Moulis - Toulouse (d)
8. Chemin André-Salvy (g)
9. Rue Jean-Jaurès (d)
10. Rue André-Reste (g)
11. Place Jean-Bazerque (d)
12. Rue des Écoles (d)
13. Rue du Général-Maurel (g)
14. Impasse de la Buissaie (g)
15. Impasse Nicole (g)
16. Avenue de Lacourtensourt (g)
17. Chemin de la Favasse (d)
18. Impasse des Jardins (g)
19. Impasse Désiré-Payen (g)
20. Chemin Guillaume-Comminal (d)
21. Rue des Tilleuls - Fonbeauzard (d)
22. Avenue des Pins (g)
23. Place d'Occitanie (g)
24. Chemin de Lespinasse (g)
25. Chemin de Raudelauzette - Fonbeauzard/Saint-Alban (d)
26. Rue du 8-Mai-1945 (g)
27. Avenue de Fronton - Saint-Alban (d)

### Transports
La route de Fronton est parcourue et desservie, sur toute sa longueur, par les lignes de bus 6069, ainsi que par la ligne de bus 29, dont le terminus se trouve devant le collège des Violettes cependant.

## Odonymie
La route de Fronton tient son nom de ce qu'elle se dirige vers la ville de Fronton, capitale du Frontonnais et de la plaine de la Garonne en aval de Toulouse.

## Patrimoine et lieux d'intérêt

### Église Notre-Dame-du-Rosaire
L'église, de style néo-gothique, est construite à partir de 1850 pour desservir les habitants du noyau villageois d'Aucamville. Le plan s'organise autour d'une nef unique et de deux chapelles latérales, mais il est remanié à plusieurs reprises. En 1859, alors que la première chapelle du côté nord est achevée, il est décidé de construire une deuxième chapelle sur le côté nord et une sacristie. En 1874, à la suite de l'effondrement d'une partie du plafond, l'édifice est une nouvelle fois modifié : les murs sont rehaussés de 5 mètres, supportant une double voûte. En remplacement du clocher-mur initial, un clocher quadrangulaire, formant un porche monumental, est reconstruit. En 1902, le peintre-verrier Louis Saint-Blancat réalise une série de vitraux consacrés à la Vierge, aux mystères du rosaire et à saint Dominique. En 1906, quatre nouvelles verrières sont ajoutées. En 1932, la voûte et les murs de la nef sont peints et décorés. En 2019, des travaux de restauration de la toiture sont menés.

### Édifices publics
- no  105 : marché-couvert.
- no  183 : collège Les Violettes. 
Le collège des Violettes est construit en 1973.

### Fermes toulousaines
- no  10 : ferme toulousaine.
- no  24 : ferme toulousaine.
- no  25 : ferme toulousaine Aux Orangers.
- no  58 : ferme toulousaine.
- no  66 : ferme toulousaine.
- no  68 : ferme toulousaine.
- no  70 : ferme toulousaine.
- no  117 : ferme toulousaine.
- no  171 : ferme toulousaine.
- no  177 : ferme toulousaine.
- no  207 : ferme toulousaine.
- no  211 : ferme toulousaine.
- no  213 : ferme toulousaine.
- no  221 : ferme toulousaine.
- no  231 : ferme toulousaine.

### Maisons
- no  5 : maison.
- no  29 : maison.
- no  44 bis : maison.
- no  51 : maison.
- no  127 : maison.

### Œuvres publiques
- Monument aux morts. 
Le monument se trouve à proximité de l'église Notre-Dame-du-Rosaire. Il est construit en 1929. Il consiste en une haute pyramide de base octogonale en pierre et surmontée d'un coq en bronze. La pyramide repose sur une base en pierre, également octogonale, qui porte les noms des soldats. En avant se dresse un groupe sculpté en bronze. Un soldat en uniforme « bleu horizon », moustachu, le regard droit, tient dans la main gauche son fusil et présente de sa main droite un livre sur lequel sont inscrits les noms de grandes batailles de la Première Guerre mondiale (Marne, Verdun, Yser). À sa droite, dans une attitude presque aérienne, une femme porte au-dessus de sa tête une couronne, symbole de victoire.
- Christ-Roi.

### Jardins et espaces de loisirs
- Jardins de l'Europe.
- stades.

## Personnalité
- Jean-François Portarrieu (né en 1965) : homme politique, membre de La République en marche, député de la Haute-Garonne (depuis 2017) et conseiller municipal de Toulouse (depuis 2020). Professeur de philosophie, puis journaliste à La Dépêche du Midi, il travaille entre 2008 et 2014 pour l'équipe municipale de Toulouse, dirigée par le socialiste Pierre Cohen. Ses grands-parents, puis ses parents ont tenu pendant quarante ans l'hôtel-restaurant des Pins (actuel no 94)[4].